# Ampolla de cervesa

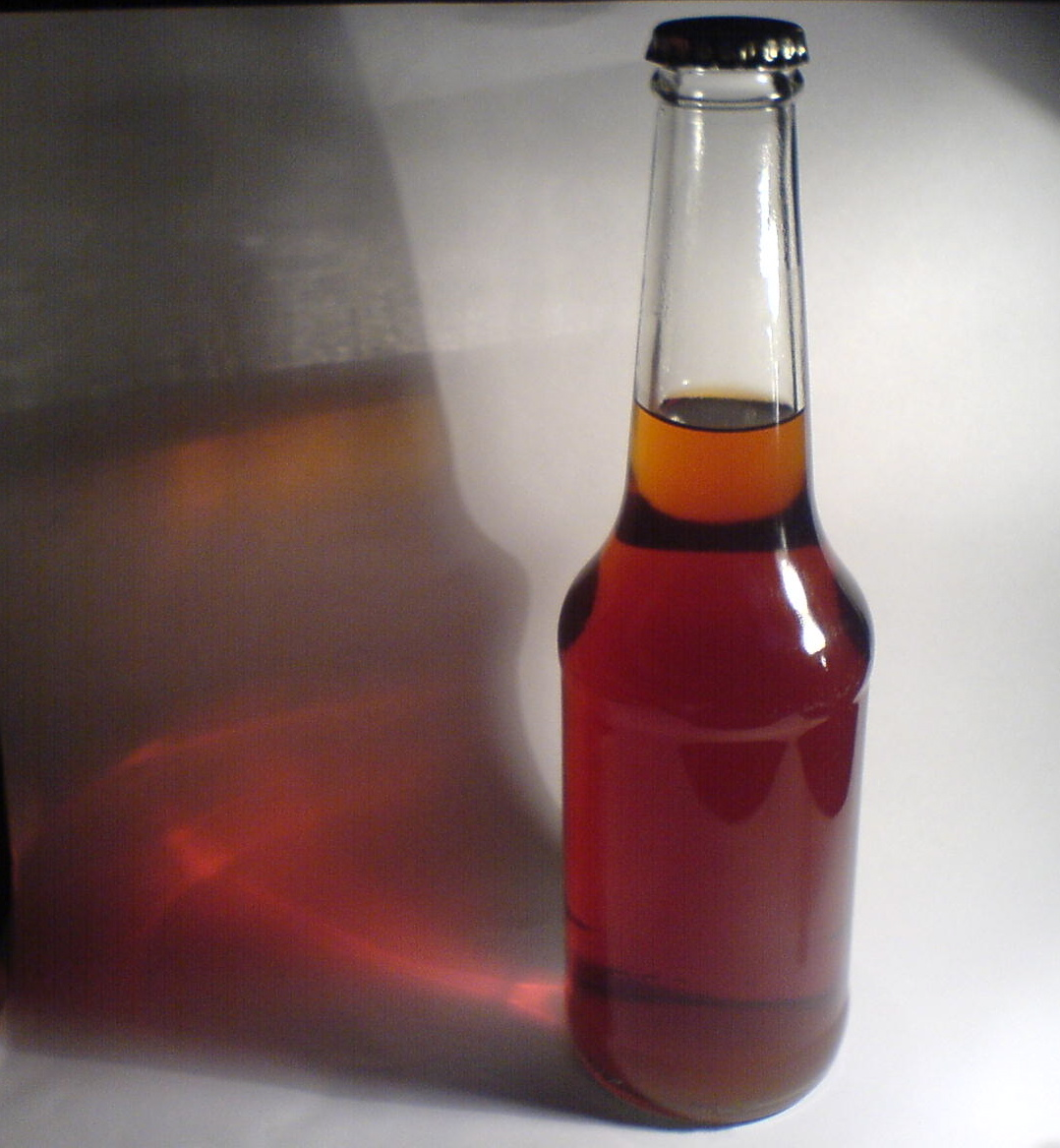
L'ampolla de cervesa amb un tap corona característic.

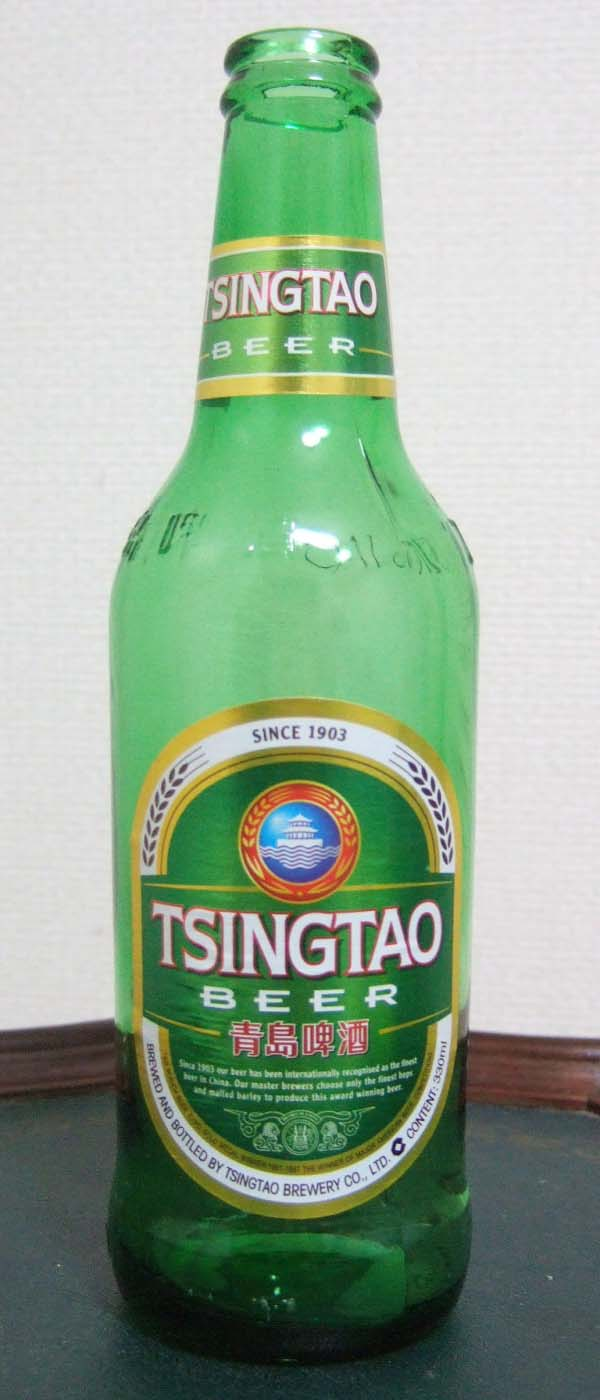
Ampolla de cervesa Tsingao

L' ampolla de cervesa  és un recipient de vidre que s'ha dissenyat per contenir cervesa, dissenyat perquè la beguda es pugui emmagatzemar durant el major temps possible. Solen emprar vidres de color fosc (verd o marró) per tal de poder evitar les possibles interaccions de la llum solar amb el llúpol. Les ampolles van tenir un gran protagonisme al començament del segle XX (eren fàcils de reciclar), fins que 1960 van patir decadència a causa de l'aparició de llaunes d'alumini.

## Història
L'ampolla de vidre s'empra com a contenidor de cervesa a mitjan segle xix. El seu ús permet que la cervesa pugui distribuir a grans sectors de la població. Una de les primeres ampolles de cervesa elaborades amb criteris industrials es va realitzar al Canadà el 1825 a Mallorytown, Ontario, en la Mallorytown Glass Works. No va ser fins a començaments del segle XX fins que es va poder implementar el seu farciment en una línia de producció. Fins a l'any 1956 les ampolles tenien una forma específica anomenada steinieform, reglades per la norma alemanya DIN 6199 ("Normblatt für die Bierflasche Steinieform 0,33-l").

## Característiques
Una de les principals característiques de les ampolles de cervesa és que són impermeables (a líquids i gasos) i permeten retenir el líquid que contenen. El desenvolupament de taps va millorar el seu ús davant els consumidors. El seu disseny ha de permetre que el diòxid de carboni procedent de la fermentació i la carbonatació quedi retinguda (és a dir de qualsevol gas inert injectat durant les fases de producció). Les primeres ampolles eren transparents i la llum solar modificava els gustos, posteriorment es va descobrir que el color marró detenia la radiació ultraviolada que afectava els continguts de llúpol.
La forma de l'ampolla i el gruix del vidre és important, ja que ha de suportar la pressió del gas dissolt. En alguns casos les ampolles es refermenten (tècnica de maduració i carbonatació de la beguda a l'interior de l'ampolla), el que inclou una pressió extra. Depenent de les reglamentacions dels països sol contenir un volum d'un quart, un terç, mig litre o un litre.
Quinto (cervesa), tipus d'ampolla de cervesa, derivat del castellà quinto, ja que conté una cinquena part de litre.